# Memecylon gracillimum
Memecylon gracillimum är en tvåhjärtbladig växtart som beskrevs av Arthur Hugh Garfit Alston. Memecylon gracillimum ingår i släktet Memecylon och familjen Melastomataceae. IUCN kategoriserar arten globalt som starkt hotad. Inga underarter finns listade i Catalogue of Life.